# Wielkie Sioło (rejon dzierżyński)
Wielkie Sioło (biał. Вялікае Сяло, Wialikaje Siało; ros. Великое Село, Wielikoje Sieło) – wieś na Białorusi, w obwodzie mińskim, w rejonie dzierżyńskim, w sielsowiecie Borowa.

## Historia
W XIX i w początkach XX w. położone było w Rosji, w guberni mińskiej, w powiecie mińskim, w gminie Rubieżewicze. 
Po I wojnie światowej pod administracją polską, w Zarządzie Cywilnym Ziem Wschodnich, w okręgu mińskim, w powiecie mińskim, w gminie Rubieżewicze.
W wyniku postanowień traktatu ryskiego znalazło się w granicach Związku Sowieckiego. W okresie międzywojennym położone było w pobliżu granicy z Polską. W latach 1932–1937 w Polskim Rejonie Narodowym im. Feliksa Dzierżyńskiego.
8 maja 1944 w rejonie Teleszewicz i Wielkiego Sioła odbyła się bitwa pomiędzy Zgrupowaniem Stołpeckim Armii Krajowej a sowieckimi partyzantami.
Od 1991 w niepodległej Białorusi.